# Thọ Văn
Thọ Văn là một xã thuộc huyện Tam Nông, tỉnh Phú Thọ, Việt Nam.
Xã Thọ Văn có diện tích 14,12 km², dân số năm 1999 là 3222 người, mật độ dân số đạt 228 người/km².